# 蒜頭車站
蒜頭車站，原明治製糖株式會社蒜頭驛，位於臺灣嘉義縣六腳鄉，為臺灣糖業鐵路蔗埕線之鐵道車站，現為縣定古蹟。
此站位於蒜頭糖廠內，昔日有營業線南靖線、朴子線等二線。糖廠停業後，利用南靖線部分區間，行駛觀光列車至蔗埕車站折返，稱為蔗埕線。2022年10月延伸至嘉義高鐵站，2023年10月延伸至故宮南院站，二期則延伸至嘉義縣政府。

## 歷史
- 1909年（明治42年）

- 10月23日 - 明治製糖嘉義＝蒜頭間開業。

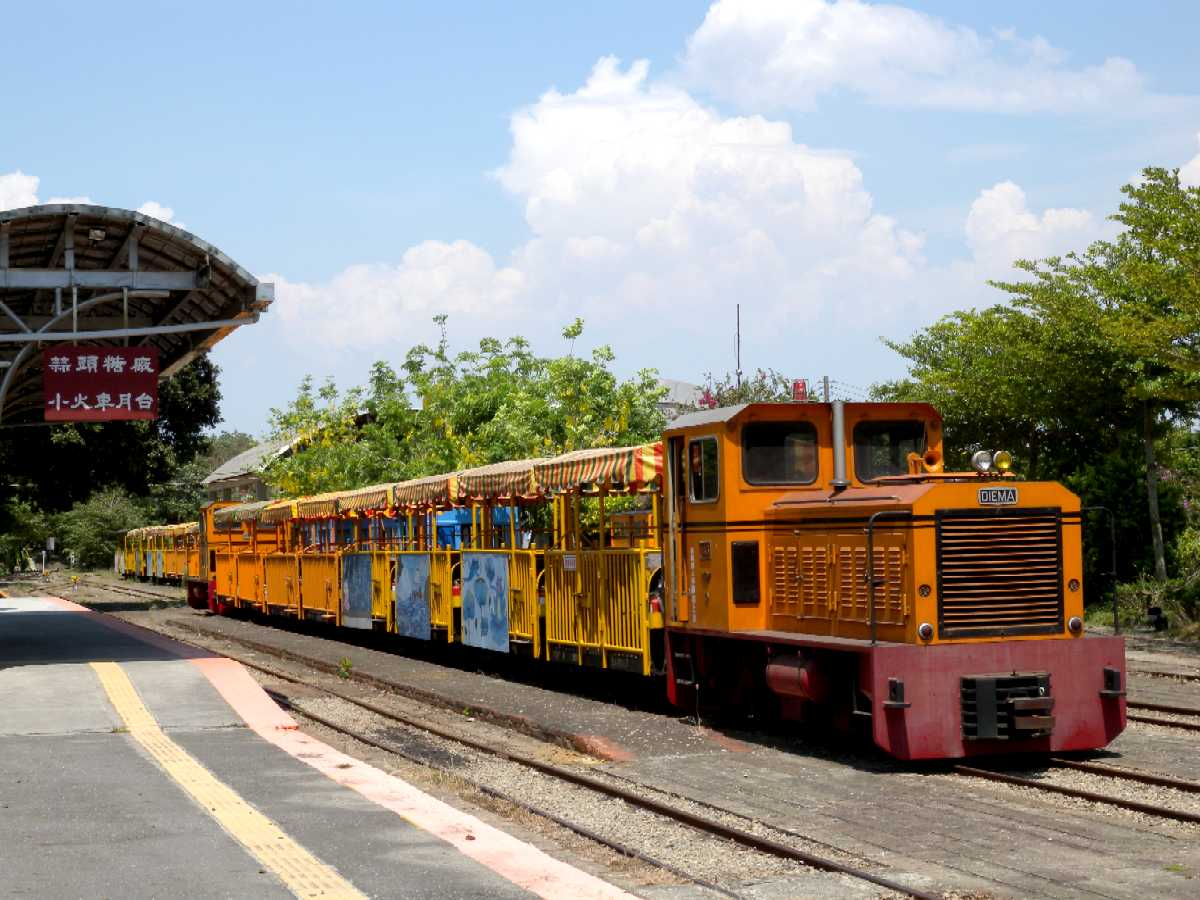
蒜頭車站與五分車

- 12月20日 - 明治製糖蒜頭＝樸仔腳（朴子）開業。

- 1911年（明治44年）3月25日 - 崙仔線（專用線）開業[5]。
- 1919年（大正8年）12月15日 - 崙仔線廢止[6]。
- 1930年（昭和5年）7月21日 - 站房竣工。蒜頭＝水上間（後稱南靖線）開業[7]。
- 1934年（昭和9年）10月9日 - 蒜頭＝水上間（今南靖車站）全線通車[8]。
- 1952年（民國41年）3月26日 - 下楫子寮線開業[9]。
- 1954年5月1日 - 南靖線停辦客運。
- 1980年7月15日 - 朴子線停辦客運[10]。
- 1999年3月6日 - 朴子線運蔗列車停駛[10]。
- 2001年 - 站房獲選為臺灣歷史建築百景。
- 2002年

- 7月1日 - 蒜頭糖廠停業。
- 8月3日 - 糖廠轉型「蒜頭蔗埕文化園區」，並開始運行觀光五分車。

- 2003年

- 3月5日：因受同月1日阿里山出軌事故影響，遭檢舉為無照營運，而由總公司下令暫停行駛。
- 7月24日 - 交通部正式核准客運執照補發。（第0930097264號）

- 2015年3月17日 - 站房登錄為縣定古蹟。

## 車站構造
- 木造站房
- 1岸式月台
- 1島式月台

## 車站週邊
- 蒜頭糖廠
- 故宮南院

## 鄰近車站
臺灣糖業股份有限公司
蔗埕線
五分車高鐵站—樂活農園站—蒜頭糖廠—故宮南院—嘉義縣政府
朴子線（廢線）
灣内車站 - 蒜頭車站 - 小槺榔車站
南靖線（廢線）
新朴子車站 - 蒜頭車站 - 小槺榔車站
崙仔線（廢線）
蒜頭車站 - 中庄車站
下揖子線（廢線）
蒜頭車站 - 中庄車站

## 外部連結
- 蒜頭糖廠 （繁體中文）
- 蒜頭糖廠鐵道分佈圖 （页面存档备份，存于） （繁體中文）
- 街貓的鐵道網站 （繁體中文）
- 蒜頭蔗埕文化園區（台糖官網） （页面存档备份，存于） （繁體中文）
- 雲嘉區處（台糖官網） （繁體中文）
- 縣定古蹟-蒜頭糖廠五分車站 （页面存档备份，存于） 嘉義縣文化觀光局  （繁體中文）